# アメリカン航空1291便事故
アメリカン航空1291便事故は、2000年11月21日にマイアミで発生した航空事故である。
マイアミ国際空港からポルトープランス国際空港へ向かっていたアメリカン航空1291便（エアバス A300B4-605R）が与圧トラブル、及び火災警報の誤作動によりマイアミ国際空港へ緊急着陸した。緊急着陸後、客室ドアを開いた際にドアが突如開き、客室乗務員1人が死亡し、乗員乗客23人が負傷した。

## 飛行の詳細

### 事故機

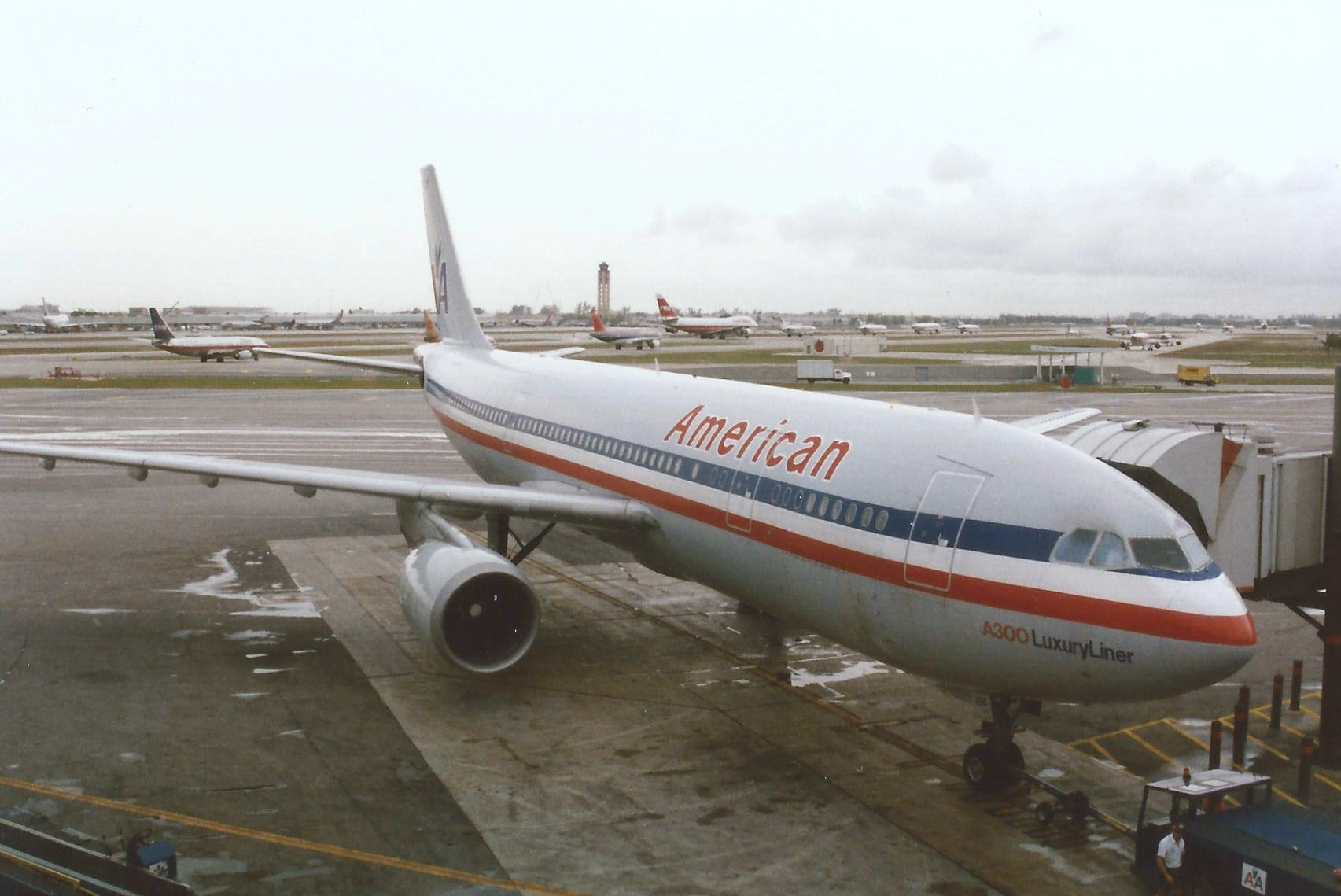
1995年に撮影された事故機

事故機のエアバス A300B4-605R（N14056）は1988年にシリアルナンバー463として製造された。2基のゼネラル・エレクトリック社製CF6-80C2A5ジェットエンジンを搭載しており、総飛行時間は34,346時間だった。

### 乗員
機長はエアバスA300B4-605RのほかにエアバスA310、ボーイング757、ボーイング767、ロッキード300での飛行資格があった。直近の技能チェックは2000年10月24日に行われていた。
副操縦士はエアバスA300B4-605RのほかにエアバスA310、ロッキード L-100 モデル382での飛行資格があった。直近の技能チェックは2000年6月13日に行われていた。

## 事故の経緯

### 緊急着陸に至るまで
1291便はマイアミ国際空港からポルトープランス国際空港へ向かう国際定期旅客便だった。EST11時49分、1291便はマイアミ国際空港を離陸した。11時56分、高度16,000フィート (4,900 m)付近で与圧装置にトラブルが生じた。パイロットはマイアミ管制に問題を報告し、10,000フィート (3,000 m)への降下を開始した。このとき、機長は与圧制御装置を手動に切り替えた。12時14分、パイロットは管制官に緊急事態を宣言し、火災警報が作動していることを知らせた。12時18分、1291便はマイアミ国際空港の滑走路9Lへ緊急着陸した。

### 緊急脱出

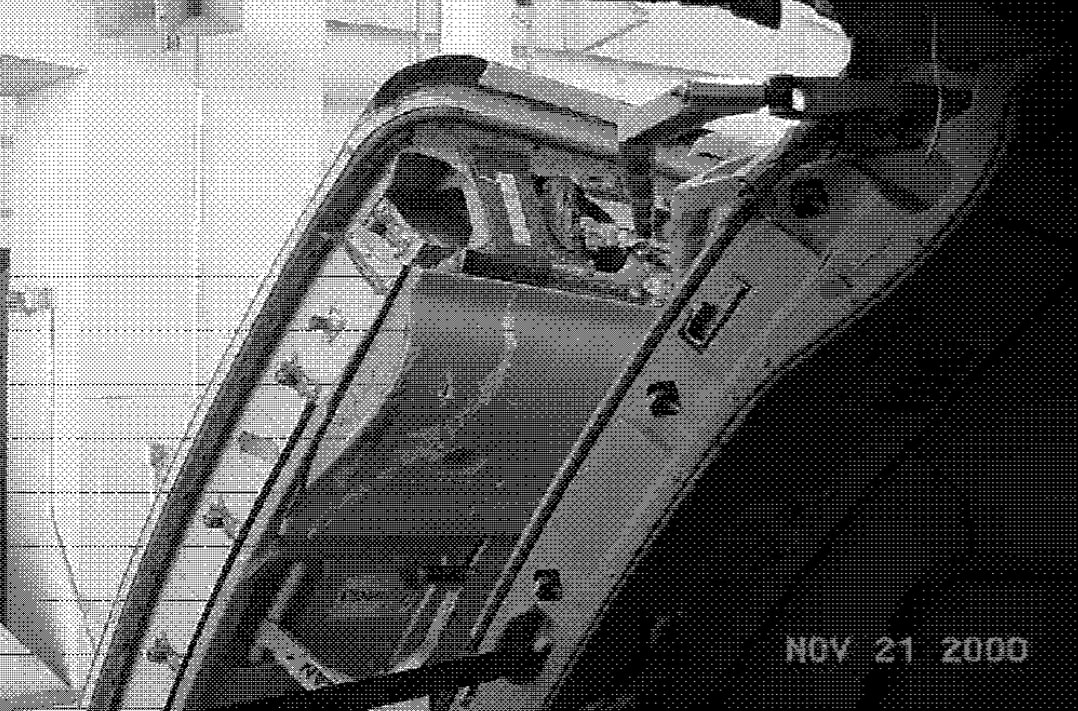
破損したL1ドア

着陸後、客室乗務員が機体中央部のトイレからゴムが焼けるような臭いがすると機長に報告した。加えて、貨物室の火災警報が作動していたため、機長は緊急脱出を決定した。客室乗務員の34歳の男性が機体左前方のドア（L1ドア）を開けようとしたがドアはなかなか開かなかった。再びドアを開けようとした時、L1ドアが突如開き、客室乗務員が機外へ放り出された。放り出された客室乗務員は機体から60フィート (18 m)ほど離れた地面に叩きつけられ、全身打撲で死亡した。また、近くにいた乗客3人が重傷を負った。

## 事故調査

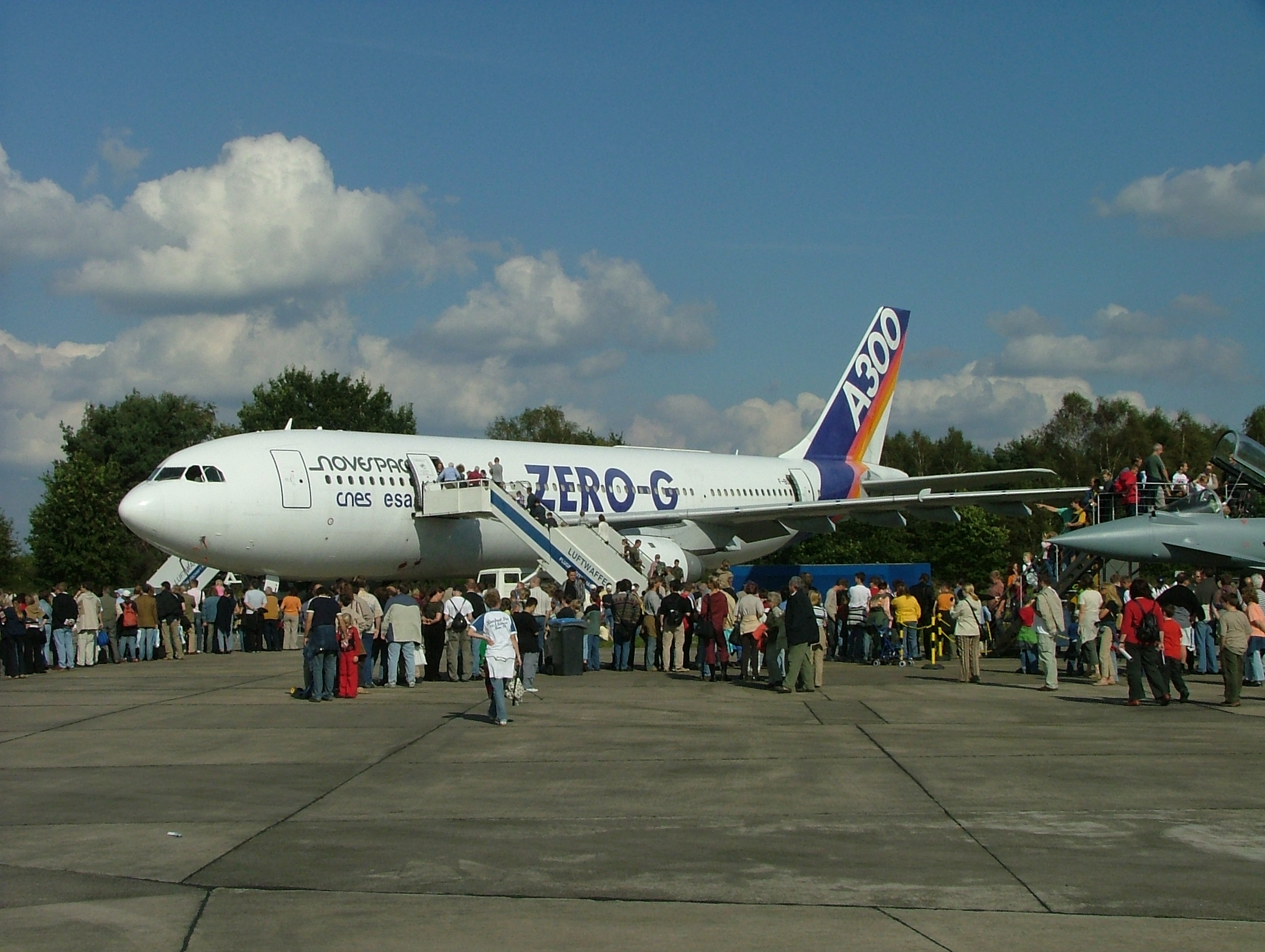
ドアが開いた状態のA300

航空専門家のジョン・ナンスは、機械的故障が原因の可能性はあるが、エアバス機の客室ドアが運航中に破損したという事例は聞いたことが無いと述べた。エアバスA300のドアは直接外側に開くが、客室が与圧された状態ではドアは開かないように設計されていた。
国家運輸安全委員会（NTSB）が調査を行った。事故の翌日、フライトデータレコーダー（DFDR）とコックピットボイスレコーダー（CVR）がワシントンに送られた。調査から、与圧に問題があると知ったパイロットは、与圧制御を自動から手動に切り替えた。その後チェックリストを開始したが、全ての内容を実行してはいなかった。これは、火災警報への対処を優先したためだと結論付けられた。
また、機体後部にある与圧用のバルブを断熱材のブランケットが塞いでいたことが判明した。加えて、火災警報は機内の圧力が変化したため作動したと結論付けられた。
通常、機内は着陸後に与圧された状態から自動的に減圧されるが、1291便では与圧制御が手動に切り替わっていたため、減圧がされなかった。この事はマニュアルには記載されておらず、事故機のパイロットは知らなかった。ボーイングなどの機材には、非常ドアを開ける際に機内の圧力を自動的に下げるベントが装備されていたが、A300には装備されていなかった。
NTSBは報告書で事故原因はパイロットエラーであると述べた。パイロットが手動で減圧を行わなかったため、機内の圧力が高まり、ドアが突然開いたと結論付けた。

### 推奨事項
NTSBは連邦航空局に対して、与圧制御を手動に切り替えた場合、着陸後も機内が与圧されたままであることをマニュアルに記載するよう求めた。

### 同様の事故
2001年10月20日にチュニスエアのA300-605Rでも同様の事例が発生した。着陸後に機内が減圧されなかったため、ドアが吹き飛び、客室乗務員が重傷を負った。